# 小磯善彦
小磯 善彦（こいそ よしひこ、1955年3月6日 - ）は、日本の政治家。公明党所属の東京都議会議員。東京都議会副議長。

## 経歴
- 1973年3月 - 鹿児島県立鹿児島中央高等学校卒業。
- 1977年3月 - 創価大学経済学部卒業。
- 鹿児島新報社に新聞記者として入社。
- 和泉照雄および高桑栄松参議院議員秘書となる。
- 2000年6月 - 第42回衆議院議員総選挙において、公明党比例東京ブロック（比例名簿登載順位7位）に立候補、落選。
- 2001年6月 - 東京都議会議員選挙において、町田市選挙区に公明党公認として立候補、初当選。
- 2005年6月 - 都議、2期目当選。
- 2009年7月 - 都議、3期目当選。
- 2013年6月 - 都議、4期目当選。
- 2015年9月 - 都議会副議長に選出[2]。
- 2017年7月 - 都議、5期目当選。
- 2021年7月 - 都議、6期目当選[3]。

## 実績
- 東京都職員の定期券が、1ヶ月ごとの支給であることを都議会で問題視。民間企業では常識である、割安な6ヶ月支給に切り替えるよう働きかけた。その効果は34億円にのぼると、2005年11月10日付読売新聞朝刊1面で報じられた。
- 町田市の水道供給源は、東村山浄水場など遠く離れていることを指摘[4]。それまで水道行政は都道府県ごとの縦割りであったが、災害時に町田の水道復旧が大幅に遅れることが予想されることから、川崎市との水の相互融通を実現させた。
- 人口の増加に伴って犯罪や交通事故が多発している町田市治安強化のため、小規模警察署並みの機能を備えた大規模交番の設置を訴え、町田署忠生地区交番の開設を実現させた[5]。
- 全国共通の電話番号（「#8000番」）でつながる「小児救急電話相談事業」の東京都での導入を一貫して訴え続け実施に結びつけた。従来より東京都は「母と子の健康相談室」で、育児相談や妊産婦相談をはじめ、母子の健康の不安や悩み事について電話相談を行ってきたが、新たに小児救急についても相談可能となった[6]。

## 役職
都議会
- 環境・建設委員[1]

公明党
- 党都副幹事長
- 都本部議会局長
- 公明党町田総支部総支部長
- 都議会公明党再生可能エネルギーPT座長
- 都議会公明党政調会長代行